# Episodi di Amici per la pelle (seconda stagione)
La seconda stagione della serie televisiva Amici per la pelle è stata trasmessa in anteprima in Germania dalla ZDF tra il 4 febbraio 1993 e il 22 aprile 1993.
| nº | Titolo originale | Titolo italiano | Prima TV Germania | Prima TV Italia |
| -- | ---------------- | --------------- | ----------------- | --------------- |
| 1  | Todeskurve       |                 | 4 febbraio 1993   |                 |
| 2  | Rosenkavalier    |                 | 11 febbraio 1993  |                 |
| 3  | Brautschau       |                 | 18 febbraio 1993  |                 |
| 4  | Millionending    |                 | 25 febbraio 1993  |                 |
| 5  | Angstpartie      |                 | 4 marzo 1993      |                 |
| 6  | Kindesraub       |                 | 11 marzo 1993     |                 |
| 7  | Eifersucht       |                 | 18 marzo 1993     |                 |
| 8  | April, April     |                 | 25 marzo 1993     |                 |
| 9  | Polterabend      |                 | 1º aprile 1993    |                 |
| 10 | Waisenkind       |                 | 8 aprile 1993     |                 |
| 11 | Liebesdienste    |                 | 15 aprile 1993    |                 |
| 12 | Dickes Ende      |                 | 22 aprile 1993    |                 |